# З
З, з e буква от кирилицата. Обозначава звучната венечна проходна съгласна /z/. Присъства във всички славянски кирилски азбуки (9-а в беларуската, руската, сръбската азбуки и македонската писмена норма, 8-а в българската азбука, 10-а в украинската). Използва се също така и в азбуките на народите от бившия СССР. В старобългарската и църковнославянската азбука има название земля. В глаголицата се изписва така , а в кирилицата — З. В глаголицата има числова стойност 7, а в кирилицата – 9. Произлиза от гръцката буква Зета (Ζ ζ), поради което в старобългарските и църковнославянските шрифтове обикновено буквата има Z-образна форма.